# Fawlty Towers
Fawlty Towers is een Britse comedyserie van John Cleese en Connie Booth die in twee series van zes afleveringen voor de BBC-televisie werd gemaakt in 1975 en 1979. De afleveringen worden in vele landen nog regelmatig herhaald. In Nederland werd de serie door de KRO uitgezonden, in eerste instantie onder de titel Hotel op stelten, later bij de herhalingen onder de oorspronkelijke titel. Op de Vlaamse televisie kreeg de serie de titel De zoete inval mee.
In 2000 werd het programma verkozen als het beste Britse televisieprogramma van de 20ste eeuw.
Een vervolgserie, niet voor de BBC, was in 2023 in de maak, weer met John Cleese in de centrale rol.

## Verhaal
De serie speelt zich af in een familiehotel aan de Engelse zuidkust in Swanage en is gebaseerd op een hotel in Torquay (Devon), waar de Monty Python-crew korte tijd verbleef. Het hotel heet Fawlty Towers, naar de eigenaar Basil Fawlty (gespeeld door John Cleese) en zijn echtgenote Sybil (Prunella Scales). 'Fawlty' wordt, niet geheel toevallig, net zo uitgesproken als 'faulty', het Engelse woord voor ondeugdelijk, defect. Vaste figuren in de serie zijn het kamermeisje Polly Sherman (Connie Booth), het Spaanse manusje-van-alles Manuel (Andrew Sachs) en de kok Terry (Brian Hall, vanaf seizoen 2). Ook zijn er enkele permanente hotelgasten: de oude dames Miss Tibbs (Gilly Flower) en Miss Gatsby (Renee Roberts) en de onnavolgbare en enigszins dementerende Majoor Gowen (Ballard Berkeley).
De plots hebben door de veelvuldig voorkomende misverstanden een sterk kluchtig karakter. In de serie komen vele stereotypen over hotels en het personeel aan bod. In elke aflevering krijgt het hotel andere gasten, die steeds een ander karakter of stereotype vertegenwoordigen, waarom de grappen van die aflevering draaien.
Veel verwikkelingen draaien om het snobisme van Basil, die hardnekkig probeert de klantenkring van het hotel op een wat hoger niveau te brengen. Hij schrikt er niet voor terug zijn klanten te schofferen als hij daar aanleiding toe ziet. Basil werkt zich daarmee regelmatig in de nesten en in veel gevallen is het Polly die op allerlei inventieve manieren haar werkgever de helpende hand reikt.

## Personages
- Basil Fawlty (John Cleese), eigenaar van het hotel. Basil is snobistisch, xenofoob en onbeschoft. Op mensen van de arbeidersklasse kijkt hij neer, terwijl hij bij intellectuelen en edellieden in een hielenlikker verandert. Basil schoffeert en bespot zijn hotelgasten regelmatig. Ook heeft hij losse handen; vooral Manuel krijgt regelmatig klappen. Basil doet vaak domme dingen, die hij voor de gasten probeert te verbergen met allerlei rare smoezen.
- Sybil Fawlty (Prunella Scales), Basils vrouw. Zij lijkt beter in een managersfunctie te passen dan Basil, maar heeft het vaak drukker met bellen met een vriendin of kletsen met een gast dan met echt werk. Wel is ze veel beleefder dan Basil, maar niet tegen Basil zelf, die allerlei vreselijke bijnamen voor haar heeft. Hij kan nooit van haar winnen.
- Polly Sherman (Connie Booth), serveerster in het hotel. Bij gebrek aan personeel fungeert ze ook als kamermeisje en soms als receptioniste hoewel ze eigenlijk in deeltijd werkt (ze studeert beeldende kunst). Polly is slimmer dan Basil en helpt hem vaak oplossingen te verzinnen voor de problemen waarmee hij kampt, al dan niet door eigen schuld.
- Manuel (Andrew Sachs), een Spaanse ober. Manuel is een gastarbeider uit Barcelona. Hij spreekt erg slecht Engels (reageert op veel commando's stomweg met ¿Que?), leert traag en is onhandig. Basil en Sybil verklaren dit tegenover de gasten vaak met de legendarisch geworden zin: He's from Barcelona. Basil reageert vaak zijn opgekropte woede op Manuel af door hem te slaan. Manuels capriolen leverden Sachs de nodige verwondingen op: in de aflevering The Wedding Party kreeg hij per ongeluk een klap met een echte pan en in The Germans liep hij brandwonden op aan zijn armen.
- Terry (Brian Hall), de kok die in het tweede seizoen zijn intrede doet. Terry is nogal ontspannen en nonchalant in zijn werk, op het slordige af.
- Majoor Gowen (Ballard Berkeley), een vaste hotelgast en een warrige oude man die ooit officier was in het Brits-Indisch leger. Warhoofd als hij is gooit hij in conversaties van alles door elkaar en zorgt hij hiermee soms voor problemen (bijvoorbeeld wanneer Basil wil dat hij iets geheimhoudt). Majoor Gowen lijkt slechts geïnteresseerd in cricket en de zoveelste nationale staking, en houdt niet van Duitsers. De BBC besliste bij heruitzending van de serie in 2013 om een scène met Majoor Gowen weg te knippen wegens het vermeende racisme in diens gebruik van het woord 'nigger'.
- Miss Abitha Tibbs (Gilly Flower) en Miss Ursula Gatsby (Renee Roberts), twee vaste hotelgasten, die onafscheidelijk zijn. Vaak zijn ze erg aardig tegen Basil. Ze lijken soms bijna met hem te flirten. Basil is nu eens vriendelijk tegen hen, dan weer grof.

## Oorsprong

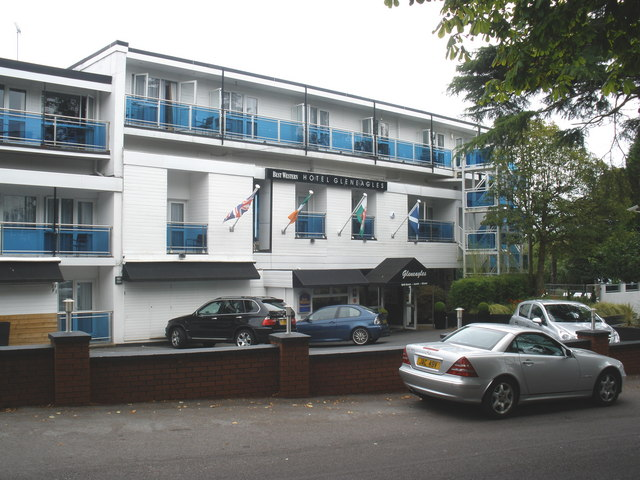
Het Gleneagles Hotel in Torquay, dat model stond voor Fawlty Towers

Het idee voor de televisieserie ontstond toen de leden van de comedygroep Monty Python tijdens opnamen in Devon verbleven in het Gleneagles Hotel in Torquay. De Pythons beschrijven het hotel achteraf als een van de ergste plekken waar ze ooit verbleven. Terry Gilliam kreeg van de hoteluitbater commentaar op zijn eetgewoontes, Eric Idle werd ervan verdacht dat hij een bom in zijn tas zou hebben en alcoholist Graham Chapman slaagde er al die tijd niet in een drankje bij de bar te bestellen. Na één nacht besloten de leden van Monty Python een ander hotel te nemen, maar John Cleese en Connie Booth bleven achter in het Gleneagles omdat ze er materiaal voor een komische sketch in zagen. De ervaringen die ze vervolgens opdeden, vormden de basis voor Fawlty Towers. De personages Basil en Sybil Fawlty zijn gebaseerd op de uitbaters Donald en Beatrice Sinclair.
Het Gleneagles Hotel werd in 1973 verkocht en later overgenomen door hotelketen Best Western. Na een grondige opknapbeurt op 18 september 2006 werd het hotel door Prunella Scales heropend. Tot 2015 was het pand eigendom van een Amerikaans echtpaar. Vanaf januari 2015 stond het leeg, waarna in november 2015 werd besloten het voormalige hotel te slopen.
In 2002 verbrak Beatrice Sinclair haar stilzwijgen. Zij en haar inmiddels overleden echtgenoot Donald Sinclair waren de uitbaters van het Gleneagles Hotel waarop de serie losjes is gebaseerd. In een interview met de Daily Telegraph gaf mevrouw Sinclair aan dat haar echtgenoot in het geheel niet op Basil Fawlty zou lijken en dat de Spaanse ober van het Gleneagles Hotel juist zeer vakbekwaam zou zijn geweest. Wel was Donald Sinclair destijds van mening dat de heren van Monty Python niet thuishoorden in het familiehotel en had hij daarover onenigheid met zijn vrouw gehad.

## Productie
De verhalen werden geschreven door John Cleese en Connie Booth, die met elkaar getrouwd waren tijdens de eerste serie. Beiden waren erg gebrand op perfectie. Soms duurde het vier maanden voordat een script van een aflevering hun goedkeuring kreeg.
Hoewel de serie zich afspeelt in Torquay, Devon, zijn er geen opnamen gemaakt in Devon of Zuid-Engeland. De buitenopnamen voor het hotel werden gefilmd in de Wooburn Grange Country Club in Buckinghamshire. Na afloop van de serie werd er een nachtclub gevestigd die, als referentie aan de serie, de naam Basil's droeg. Het gebouw brandde af in maart 1991. De binnenopnamen vonden vooral plaats in en rond Harrow.

## Vervolg
Een vervolg op Fawlty Towers is in 2023 in productie met John Cleese en zijn dochter Camilla Cleese in de hoofdrollen. Beiden werkten aan het script. Camilla speelt de dochter van Basil Fawlty. Ze leiden samen een hotel. Geen van de andere  hoofdrolspelers die mede het succes bepaalden van de oorspronkelijke serie, is nog beschikbaar voor deelname aan de nieuwe serie: Andrew Sachs leeft niet meer, Connie Booth speelt niet meer en Prunella Scales lijdt aan de ziekte van Alzheimer.

## Afleveringen

### Serie 1
| Afl. | Titel                | Uitzenddatum UK   | Samenvatting |
| ---- | -------------------- | ----------------- | --- |
| 1    | A Touch of Class     | 19 september 1975 | Als een zekere Lord Melbury in het hotel arriveert begint Basil deze edelman onmiddellijk voor te trekken op de andere gasten. Een andere gast blijkt echter een undercoveragent, die Melbury zoekt omdat hij een oplichter is.                                                                                  |
| 2    | The Builders         | 26 september 1975 | Terwijl Basil en Sybil een weekendje weggaan zal er een kleine verbouwing in het hotel plaatsvinden. Basil heeft, buiten Sybil om, stiekem de goedkope O'Reilly voor deze klus gehuurd. Deze is echter onbekwaam en laat zijn mannen het verkeerde deel van het hotel verbouwen.                                 |
| 3    | The Wedding Party    | 3 oktober 1975    | Een jong, nog ongehuwd stel werkt de preutse Basil op zijn zenuwen. Bovendien weet hij niet dat het meisje een vriendin van Polly is en dat een ouder echtpaar ook familie is, zodat de misverstanden zich opstapelen.                                                                                           |
| 4    | The Hotel Inspectors | 10 oktober 1975   | Er zijn hotelinspecteurs in de stad en Basil vreest dat een veeleisende gast, op wie hij onbeleefd reageerde, een van hen zou kunnen zijn. Basil stelt zich plotseling zo beleefd mogelijk op, totdat de man lepelverkoper blijkt te zijn.                                                                       |
| 5    | Gourmet Night        | 17 oktober 1975   | Nu er een goede nieuwe kok in dienst is, besluit Basil een fijnproeversavond te houden om de status van het hotel te doen stijgen. Kurt de kok wordt echter verliefd op Manuel en verdrinkt zijn zorgen. De enige oplossing is het menu snel veranderen en gebraden eend halen in het restaurant van een vriend. |
| 6    | The Germans          | 24 oktober 1975   | Sybil ligt in het ziekenhuis vanwege een ingegroeide teennagel. Een brandoefening loopt volledig mis als er echt brand uitbreekt, en Basil loopt een hersenschudding op. Hij verlaat stiekem het ziekenhuis om een groep Duitse gasten op te vangen, maar heeft zichzelf niet meer in de hand.                   |

### Serie 2
| Afl. | Titel                     | Uitzenddatum UK  | Samenvatting |
| ---- | ------------------------- | ---------------- | --- |
| 7    | Communication Problems    | 19 februari 1979 | Basil heeft stiekem ingezet op de paardenwedrennen en 75 pond gewonnen. Ondertussen kampt hij met de vervelende en slechthorende gast Mrs. Richards, die haar gehoorapparaat uit heeft staan om de batterijen te sparen. Zelf is ze 85 pond kwijt. Als hij Manuel vraagt te bevestigen dat de 75 pond van hem zijn, zegt Manuel de woorden I know nothing, everything I know I forgot.                                                       |
| 8    | The Psychiatrist          | 26 februari 1979 | Er arriveert een psychiater en Basil is bang dat de man hem stiekem analyseert. Ondertussen probeert hij een hotelgast te betrappen die een meisje in zijn kamer heeft binnengesmokkeld. Hij doet dit zo dat Sybil denkt dat hij zijn zinnen heeft gezet op een Australische jongedame wier borsten hij per ongeluk verwarde met de lichtschakelaar.                                                                                         |
| 9    | Waldorf Salad             | 5 maart 1979     | Een echtpaar uit Amerika komt laat aan en Terry de kok is al weg. Basil besluit hierop zelf te koken, terwijl hij doet alsof Terry er nog is. Mr. Hamilton wil met alle geweld waldorfsalade. |
| 10   | The Kipper and the Corpse | 12 maart 1979    | Een hotelgast blijkt ineens te zijn overleden. Basil probeert het lijk op discrete wijze weg te brengen, zonder dat de gasten dit merken. Vrienden die de man komen halen voor een congres ziet Basil aan voor de lijkophalers. Hij complimenteert hen met hun moderne kleding. Een arts die in het hotel logeert heeft door de commotie nog geen ontbijt gehad. Hij bereidt zijn worstjes dan maar zelf, maar die blijken bedorven te zijn. |
| 11   | The Anniversary           | 26 maart 1979    | Basil heeft een verrassingsfeestje georganiseerd voor zijn trouwdag, maar Sybil denkt dat hij die vergeten is en loopt boos weg. Basil durft dit niet toe te geven aan de feestgangers en verzint een smoes waarbij Polly voor de zieke Sybil speelt en Sybil uiteindelijk in een kast wordt opgesloten. Manuel en Terry liggen vechtend op de vloer van de keuken.                                                                          |
| 12   | Basil the Rat             | 25 oktober 1979  | Een inspecteur van de keuringsdienst heeft geen goed woord over voor de keuken van het hotel en geeft de staf één dag tijd om te verbeteren. Door alles op alles te zetten en tevens Manuels rat (genaamd Basil) weg te doen, lijkt het de volgende dag wel in orde. Manuel en Polly hebben de rat echter stiekem in de schuur verborgen en het beest ontsnapt.                                                                              |

## Anagrammen
Tijdens de titelrol die meestal aan een aflevering voorafgaat verschijnt het naambord van het hotel in beeld. De naam van het hotel, Fawlty Towers, is hierop vaak, als een soort anagram, op grappige wijze verbasterd. In één geval ziet men iemand, die kennelijk voor het verplaatsen van de letters verantwoordelijk is, nog net het beeld uit vluchten. In de loop der tijd heette het hotel door dit vandalisme onder meer: Flay Otters (gevilde otters), Fatty Owls (vettige uilen), Warty Towels (wrattige handdoeken), Flowery Twats (bloemige kutten), Watery Fowls (waterig gevogelte) en Farty Towels (winderige handdoeken).

## Trivia
- Cleese en Booth nemen in een aflevering wraak op Richard Ingrams, een recensent die de pilotaflevering van Fawlty Towers  in The Spectator omschreef als "middelmatig". Cleese reageerde door in het tweede seizoen een personage te creëren, genaamd Mr. Ingrams, die met een opblaaspop speelt.
- Fawlty Towers is een vaak herhaalde serie. In Nederland is de gehele serie in de loop der tijd vele malen door de KRO herhaald. Ook in 2011 werden zowel op zaterdag- als op zondagavond afleveringen herhaald.
- In de Kiekeboe-strip Verkeerd verbonden van Merho lijkt de hotelbediende wel erg geïnspireerd te zijn op John Cleese.

## Theaterversie
In 2012 maakte het theatergezelschap 'Uitgezonderd. Theater!' in coproductie met 'Theatercollectief Makkadam' een Nederlandstalige theaterversie van Fawlty Towers. De voorstelling ging op 16 juli tijdens de Gentse Feesten 2012 in première en werd daar gespeeld tot en met 22 juli. De regie van het stuk lag in handen van Fabio Van Hoorebeke. De hoofdrollen waren voor Jeroen Maes als Basil Fawlty, Gerdy Swennen als zijn vrouw Sybil, Marc Lauwrys als Manuel en Tina Maerevoet als Polly. In de voorstelling werden de afleveringen The Hotel Inspectors, Communication Problems en The Germans naar het toneel vertaald. Met deze Nederlandstalige productie was België na Duitsland het tweede land waar een niet-Engelstalige theaterbewerking van de serie in première ging. Van 12 tot en met 23 december 2012 werd het stuk hernomen, ditmaal in het Antwerpse Fakkeltheater.